# Idioma yélî dnye
El yélî dnye, también llamado simplemente yele, es la lengua de la isla Rossel, la isla más oriental del archipiélago de las Luisiadas en el extremo oriental de Papúa Nueva Guinea. Hay unos 3750 hablantes de los cuales unos 400 son monolingües.
El yélî ndye es una de las lenguas papúas orientales mejor conocidas. Se ha estudiado ampliamente por lingüistas cognitivistas. Posee una amplia gama de postposiciones espaciales. El yélî ndye tiene once postposiciones que equivalen al inglés "on", usándose cada una de ellas según el objeto está sobre una mesa (horizontal), un muro (vertical), encima de una cúspide, si está o no unido a la superficie y si el objeto es sólido (concentrado) o granular (distribuido).

## Clasificación
El yélî ndye es considerado por diversos autores como una lengua aislada, aunque podría estar relacionada con el anêm y el ata, también consideras lenguas aisladas de Nueva Bretaña, por lo que tentativamente se ha postulado la familia Yele-Nueva Bretaña occidental. 

## Fonología
El yele es un caso único al poseer un enorme cantidad de consonantes doblemente articuladas. En la práctica totalidad de lenguas del mundo que posee este tipo de consonantes, estas son labiovelares. Sin embargo, el yele es el único caso conocido que contrata otras posiciones doblemente articuladas, además labiovelares, el yele tiene dos series diferentes de consonantes labioalveolares (laminal/dentales y apico/postalveolares), como se muestra en la tabla de más abajo.
Las dos articulaciones coronales son:
1. Laminales y ligeramente pre-alveolar, por lo que a veces se transcriben como tʸ, nʸ, etc (ver dentialveolar)
2. Apicales y ligeramente postalveolares, por lo que a veces se transcriben como ṭ, ṇ etc., ʈ, ɳ, etc, o simplemente t, n, etc.

| Oclusivas en Yélî ndye | Bilabial | Bilabial | Lamino- alveolar | Lamino- alveolar | Apico- alveolar | Apico- alveolar | Velar | Velar           |  | Labio- laminal | Labio- laminal | Labio- apical | Labio- apical | Labial- velar | Labial- velar    |
| ---------------------- | -------- | -------- | ---------------- | ---------------- | --------------- | --------------- | ----- | --------------- |  | -------------- | -------------- | ------------- | ------------- | ------------- | ---------------- |
| Oclusiva               | paa      | 'lado'   | t̪aa              | 'cuchillo'       | t̠oo             | 'lengua'        | kaa   | 'lanza'         |  | t̪͡pənə          | 'pulmón'       | t̠͡pənə         | 'cuerno'      | k͡pene         | 'bolsa de cocos' |
| Prenasalizada          | mbee     | 'llevar' | n̪d̪e              | 'comida'         | n̠d̠e             | 'leña'          | ŋɡaa  | 'árbol'         |  | n̪͡md̪͡boo         | pulpa          | n̠͡md̠͡boo        | 'muchos'      | ŋ͡mɡ͡bo         | niebla           |
| Nasal                  | maa      | 'camino' | n̪ii              | 'jugo'           | n̠aa             | 'festín'        | ŋa    | 'arrendamiento' |  | n̪͡mo            | 'pájaro'       | n̠͡mo           | 'nosotros'    | ŋ͡mo           | 'seno'           |

Existen otras consonantes doblemente articuladas, l͜β como en lvámê (un tipo de caña) y j͡w. La w del yele es labial-dental [w̪]. Estas consonantes doblemente articuladas contrastan con las labializadas (SIL 1992/2004). Muchas articulaciones pueden ser palatalizadas. Las oclusivas pueden ser o bienn prenasalizadas o postnasalizadas (excepto quizá /p/ que parece admitir sólo el segundo tipo de nasalización). El inventario de consonantes está formado por:
|             | Bilabial    | Lamino- alveolar | Lamino- alveolar | Apico- alveolar | Apico- alveolar | Palatal | Palatal | Velar   | Velar |
| simple      | Bilabial    | labial           | simple           | labial          | simple          | labial  | simple  | labial  |       |
| ----------- | ----------- | ---------------- | ---------------- | --------------- | --------------- | ------- | ------- | ------- | ----- |
| Nasal       | m mʷ mʲ mʷʲ | n̪                | n̪͡m               | n̠ n̠ʲ            | n̠͡m              |         |         | ŋ ŋʷ ŋʲ | ŋ͡m    |
| Oclusiva    | p pʷ pʲ pʷʲ | t̪ t̪ʲ             | t̪͡p               | t̠ t̠ʲ            | t̠͡p              |         |         | k kʷ kʲ | k͡p    |
| Fricativa   | β βʲ        |                  |                  |                 |                 |         |         | ɣ       |       |
| Aproximante |             |                  | w̪                | l lʲ            | l͜β              | j       | j͡w      |         |       |

No está claro cuántas de las consonantes labiovelares y labioalvelares como ŋ͡m pueden ser además labializadas o palatalizadas. Tampoco está claro cuántas de estas pueden aparecer como prenasalizadas o postnasaliadas, aparte de las mencionadas anteriormente, las siguientes son mencionadas en SIL 1992/2004: /mbʷ, mbʷʲ, n̪d̪ʲ, t̠n̠ʲ, t̠͡pn̠͡mʲ, ŋkʷ, kŋʷ/. 
Las oclusivas orales /p t̠ k/ (a diferencia de la dental /t̪/) se articulan como sonoras entre vocales o cuando van prenasalizadas. La postalveolar se reduce aparentemente a una vibrante dental [ɾ̪] entre vocales. Algunas de las oclusivas alveoalres palatalizadas se articulan como fricatias o africadas, tales como [tɕ] (o tal vez [ɕ]) y [ndʑ] (o quizás [ʑ]), aunque SIL (1992/2004) es autocontradictorio en este punto. 
Además el yélî dnye tiene muchas vocales, con un número inusualmente alto de vocales nasales: 
|              | Anterior | Anterior | Central | Central | Posterior | Posterior |
| Oral         | Nasal    | Oral     | Nasal   | Oral    | Nasal     |           |
| ------------ | -------- | -------- | ------- | ------- | --------- | --------- |
| Cerrada      | i        | ĩ        | ɨ       |         | u         | ũ         |
| Casi cerrada | e        | ẽ?       | ə       | ə̃       | o         | õ?        |
| Semiabierta  | ɛ        | ɛ̃        | ə       | ə̃       | ɔ         | ɔ̃         |
| Casi abierta | æ        | æ̃?       | ɐ       | ã       | ɑ         | ɑ̃         |

| Orthography | â | a | á | d | é | e | ê | gh | i | î | k | l | m | n | ń | ng | o | ó | p | t | u | v | w | y |
| IPA         | ɑ | a | æ | t̠ | e | ɛ | ə | ɣ  | i | ɨ | k | l | m | n̠ | n̪ | ŋ  | ɔ | o | p | t̪ | u | β | w̪ | j |

The multigraphs for complex consonants are not always transparent. The labial-velar and labial-alveolar consonants are written with the labial second: kp, dp, tp, ngm, nm, ńm, lv. Prenasalized /mp/ is written mb, but /nt̪/ and /ŋk/ are written nt and nk to distinguish them from nd /nt̠/ and ng /ŋ/. Prenasalized stops are written with an m when labial, including doubly articulated stops, as with md /n̠͡mt̠͡p/ or mg /ŋ͡mk͡p/, and with n otherwise. Nasal release is likewise written n or m, as in dny /t̠n̠ʲ/, kn /kŋ/, dm /t̠͡pn̠͡m/, km /k͡pŋ͡m/. Labialization is written w, and palatalization y, apart from ch for /tʲ/ and nj for /ntʲ/ (it is not clear if ch and nj are dental or (post-)alveolar). 
Of the vowels, only a and u occur initially. Long vowels are written doubled, and nasal vowels with a preceding colon (:a for /ã/), except for short vowels after a nasal consonant (or a nasal release?), where vowel nasality is not contrastive.-->

## Descripción lingüística

### Pronombres
El yélî dnye tiene dos conjuntos de pronombres: las formas independientes y las formas posesivas:
| yo       | n̠ə a  | nosotros dos | n̪o n̪i   | nosotros | n̠͡mo n̠͡mɨ |
| tú       | n̪i N- | ustedes dos  | t̠͡pũ t̠͡pɨ | ustedes  | n̪͡mo n̪͡me |
| él, ella | – u   | ellos        | ellos   | – ji     |         |

### Texto de muestra
Kiye w:ââ u pi Peetuuki, ka kwo, Doongê. Nê kuu. Daa a w:ââ. Nkal u w:ââ. Nkal ngê yinê kaa ngê. W:ââ dono. Pi yilî u te. U nuu u pi da tóó. Pi u lama daa tóó. M:iituwo Yidika, Mépé tp:oo mî kiye ngê. Daanté. Mépé dono ngê pyodo. Apê, W:ââ mbwámê nînê châpwo. Nkal ngê kwo, "Up:o" . W:ââ mî mbêpê wo, chii mênê. Mépé ngê w:ââ mbwámê mêdîpê châpwo. Awêde ka kwo, Doongê. Pi maa daa t:a. A danêmbum u dî.
"El perro salvaje se llama "Peetuuki", y vive en Doongê. No tiene nada que ver conmigo. No es mi perro. Es el perro de Nkal. Él lo crio. Es un perro malo. Muerde a todo el mundo. Nadie le gusta. Hace poco mordió al hijo de Mépé, Yidika. Le mordió muy severamente. Mépé se enfadó mucho, y dijo "Voy a matar a ese perro". El perro escapó entre la maleza, así que Mépé no pudo matarlo. Así que ahora todavía está en Doongê, y no hay un camino seguro por allí. Este es el final de mi historia."(SIL 1992/2004)